# Liste der Bodendenkmäler in Wartmannsroth
Auf dieser Seite sind die Bodendenkmäler in der oberfränkischen Gemeinde Wartmannsroth zusammengestellt. Diese Tabelle ist eine Teilliste der Liste der Bodendenkmäler in Bayern. Grundlage ist die Bayerische Denkmalliste, die auf Basis des Bayerischen Denkmalschutzgesetzes vom 1. Oktober 1973 erstmals erstellt wurde und seither durch das Bayerische Landesamt für Denkmalpflege geführt wird. Die folgenden Angaben ersetzen nicht die rechtsverbindliche Auskunft der Denkmalschutzbehörde.

## Bodendenkmäler der Gemeinde Wartmannsroth

### Bodendenkmäler in der Gemarkung Dittlofsroda
| Lage                    | Objekt | Akten-Nr.     | Bild |
| ----------------------- | --- | ------------- | ---- |
| Dittlofsroda (Standort) | Untertägige Teile der spätmittelalterlichen bis frühneuzeitlichen Evangelisch-Lutherischen Pfarrkirche in Dittlofsroda, Fundamente eines mittelalterlichen Vorgängerbaus sowie Körpergräber des Mittelalters und der frühen Neuzeit. | D-6-5824-0028 |      |

### Bodendenkmäler in der Gemarkung Heiligkreuz
| Lage                   | Objekt                                                                                                   | Akten-Nr.     | Bild |
| ---------------------- | --- | ------------- | ---- |
| Heiligkreuz (Standort) | Befestigte Furt der frühen Neuzeit.                                                                      | D-6-5824-0018 |      |
| Heiligkreuz (Standort) | Archäologische Befunde im Bereich der frühneuzeitlichen Evangelisch-Lutherischen Kirche von Heiligkreuz. | D-6-5824-0030 |      |

### Bodendenkmäler in der Gemarkung Schwärzelbach
| Lage                     | Objekt | Akten-Nr.     | Bild |
| ------------------------ | --- | ------------- | ---- |
| Schwärzelbach (Standort) | Untertägige Teile der spätneuzeitlichen Katholischen Pfarrkirche St. Mauritius in Schwärzelbach sowie Fundamente eines frühneuzeitlichen Vorgängerbaus. | D-6-5824-0032 |      |

### Bodendenkmäler in der Gemarkung Völkersleier
| Lage                    | Objekt                                            | Akten-Nr.     | Bild |
| ----------------------- | ------------------------------------------------- | ------------- | ---- |
| Völkersleier (Standort) | Spätmittelalterliche Hofwüstung Schuntersteynhof. | D-6-5824-0011 |      |

### Bodendenkmäler in der Gemarkung Waizenbach
| Lage                  | Objekt                                                                     | Akten-Nr.     | Bild |
| --------------------- | -------------------------------------------------------------------------- | ------------- | ---- |
| Waizenbach (Standort) | Untertägige Teile des frühneuzeitlichen Schlosses in Waizenbach.           | D-6-5824-0037 |      |
| Waizenbach (Standort) | Fundamente der abgegangenen frühneuzeitlichen Schlosskirche in Waizenbach. | D-6-5824-0038 |      |

### Bodendenkmäler in der Gemarkung Wartmannsroth
| Lage                     | Objekt | Akten-Nr.     | Bild |
| ------------------------ | --- | ------------- | ---- |
| Wartmannsroth (Standort) | Bestattungsplatz mit Grabhügeln vorgeschichtlicher Zeitstellung. | D-6-5824-0006 |      |
| Wartmannsroth (Standort) | Bestattungsplatz mit verebnetem Grabhügel vorgeschichtlicher Zeitstellung. | D-6-5824-0007 |      |
| Wartmannsroth (Standort) | Untertägige Teile der spätmittelalterlichen bis frühneuzeitlichen Katholischen Pfarrkirche St. Jakob und St. Andreas in Wartmannsroth sowie Körpergräber des Mittelalters und der Neuzeit. | D-6-5824-0026 |      |

### Bodendenkmäler in der Gemarkung Windheim/Wartmannsroth
| Lage                              | Objekt | Akten-Nr.     | Bild |
| --------------------------------- | --- | ------------- | ---- |
| Windheim/Wartmannsroth (Standort) | Bestattungsplatz mit Grabhügel vorgeschichtlicher Zeitstellung.                                                                                  | D-6-5824-0008 |      |
| Windheim/Wartmannsroth (Standort) | Bestattungsplatz mit Grabhügeln vorgeschichtlicher Zeitstellung.                                                                                 | D-6-5824-0009 |      |
| Windheim/Wartmannsroth (Standort) | Bestattungsplatz mit Grabhügeln vorgeschichtlicher Zeitstellung.                                                                                 | D-6-5824-0010 |      |
| Windheim/Wartmannsroth (Standort) | Bestattungsplatz mit Grabhügeln vorgeschichtlicher Zeitstellung.                                                                                 | D-6-5825-0029 |      |
| Windheim/Wartmannsroth (Standort) | Untertägige Teile der frühneuzeitlichen Katholischen Pfarrkirche St. Ägidius in Windheim sowie Fundamente eines frühneuzeitlichen Vorgängerbaus. | D-6-5825-0100 |      |
| Windheim/Wartmannsroth (Standort) | Fundamente des abgegangenen Wasserschlosses des späten Mittelalters und der frühen Neuzeit in Windheim.                                          | D-6-5825-0101 |      |